# NGC 5566
NGC 5566 (другие обозначения — UGC 9175, MCG 1-37-2, ZWG 47.12, ARP 286, IRAS14178+0409, PGC 51233) — галактика в созвездии Дева.
Этот объект входит в число перечисленных в оригинальной редакции «Нового общего каталога».
На фотографии представлены:
- сверху NGC 5560
- по центру NGC 5566
- снизу NGC 5569